# Pneumònia
La pneumònia o pulmonia és un trastorn inflamatori del pulmó que afecta principalment les cavitats alveolars. Generalment es presenta amb una combinació de tos amb expectoració o sense, dolor al pit, febre i dificultat per respirar. Es tracta d'una malaltia de gravetat variable.
La causa més comuna és una infecció vírica, bacteriana o, més rarament, per altres microorganismes, tot i que el patogen implicat pot costar d'identificar. El diagnòstic se sol fer a partir dels símptomes i l'exploració física, amb radiografies del tòrax, anàlisis de sang i cultius de l'esput com a elements contributius. Segons el seu origen, aquesta malaltia es pot classificar com a pneumònia comunitària, pneumònia associada a l'assistència sanitària o pneumònia hospitalària.
Entre els seus factors de risc hi ha la fibrosi cística, la malaltia pulmonar obstructiva crònica (MPOC), l'anèmia de cèl·lules falciformes, l'asma, la diabetis, la insuficiència cardíaca, un historial de tabaquisme, una capacitat de tossir deprimida i la immunodeficiència.
Sovint se la descriu com, alhora, una inflamació pulmonar parènquima-alveolar i una repleció alveolar anormal amb consolidació i exsudació de fluids. Vulgarment se'n deia mal de costat com per a la pleuresia. Els alvèols són bosses microscòpiques plenes d'aire dels pulmons, encarregades d'absorbir l'oxigen. La pneumònia pot deure's a una varietat de causes, incloent-hi infecció per bacteris, virus, fongs o paràsits, o una lesió química o física dels pulmons. La seva causa també pot descriure's oficialment com a «idiopàtica» (és a dir, desconeguda) quan s'han exclòs les causes infeccioses.
El tractament depèn de la causa de la pneumònia; la pneumònia bacteriana és tractada amb antibiòtics.
La pneumònia és una malaltia comuna que es produeix en tots els segments d'edat, i és una de les primeres causes de mort entre la gent gran i els malalts crònics i terminals. Existeixen vacunes per prevenir determinats tipus de pneumònia. La prognosi depèn del tipus de pneumònia, el tractament apropiat, qualsevol complicació, i l'estat de salut de la persona.

## Símptomes

Símptomes habituals de pneumònia infecciosa.

Els malalts de pneumònia infecciosa sovint presenten una tos que produeix un esput verdós o groc, o flegma i una febre alta que pot anar acompanyada d'esgarrifances febrils. La dispnea també és habitual, igual que un dolor toràcic pleurític, un dolor agut o punxant, que apareix o empitjora quan es respira fondo. Els malalts de pneumònia poden tossir sang, patir mal de caps o presentar una pell suosa i humida. Altres símptomes possibles són manca de gana, fatiga, pell blava, nàusees, vòmits, canvis d'humor i dolors articulars o musculars. Les formes menys comunes de pneumònia poden causar altres símptomes; per exemple, la pneumònia causada per Legionella pot causar dolors abdominals i diarrea, mentre que la pneumònia provocada per tuberculosi o Pneumocystis pot causar únicament pèrdua de pes i suors nocturnes. En la gent gran, la manifestació de la pneumònia pot no ser típica. Poden desenvolupar una confusió nova o més greu, o experimentar desequilibris, provocant caigudes. Els infants amb pneumònia poden presentar molts dels símptomes mencionats, però en molts casos simplement estan endormiscats o perden l'apetit.

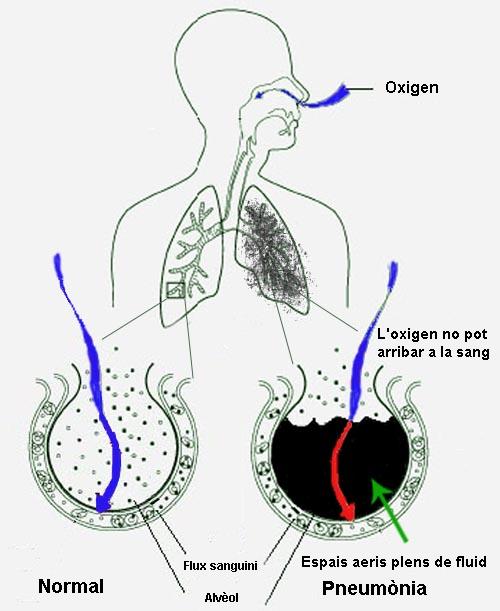
La pneumònia omple els alvèols del pulmó de fluids, evitant que l'oxigen arribi a la sang. L'alvèol de l'esquerra és normal, mentre que el de la dreta està ple de fluid degut a la pneumònia.

Els símptomes de la pneumònia requereixen una avaluació mèdica immediata. L'exploració física per un assistent sanitari pot revelar febre o a vegades una temperatura corporal baixa, una velocitat de respiració elevada, una pressió sanguínia baixa, un ritme cardíac elevat, o una baixa saturació d'oxigen, que és la quantitat d'oxigen a la sang revelada o bé per pulsioximetria o bé per gasometria arterial. Els malalts que tenen dificultats per respirar, estan confosos o presenten cianosi (pell blavosa) necessiten atenció immediata.
L'exploració física dels pulmons pot ser normal, però sovint presenta una expansió minvada del tòrax al costat afectat, respiració bronquial auscultada amb fonendoscopi (sons més aspres provinents de les vies respiratòries més grans, transmesos a través del pulmó inflamat i consolidat) i raneres perceptibles a l'àrea afectada durant la inspiració. La percussió pot ser apagada sobre el pulmó afectat, però amb una ressonància augmentada i no minvada (cosa que la distingeix d'un embassament pleural). Tot i que aquests signes són rellevants, resulten insuficients per diagnosticar o descartar una pneumònia; de fet, en estudis s'ha demostrat que dos metges poden arribar a diferents conclusions sobre el mateix pacient.

## Diagnòstic
Si se sospita que hi ha pneumònia sobre la base dels símptomes d'un pacient i les dades de l'exploració física, calen més investigacions per confirmar el diagnòstic. Les informacions d'una radiografia toràcica i anàlisis de sang són útils, i a vegades també ho són els cultius d'esput. La radiografia toràcica s'utilitza típicament en el diagnòstic en hospitals i algunes clíniques amb departament de radiologia. Tanmateix, en un àmbit comunitari (medicina de família), la pneumònia se sol diagnosticar en base únicament als símptomes i l'exploració física. Diagnosticar la pneumònia pot resultar difícil en alguns pacients, particularment els que pateixen altres malalties. A vegades pot ser necessària una tomografia computada del tòrax o altres proves per distingir la pneumònia d'altres trastorns.

### Proves

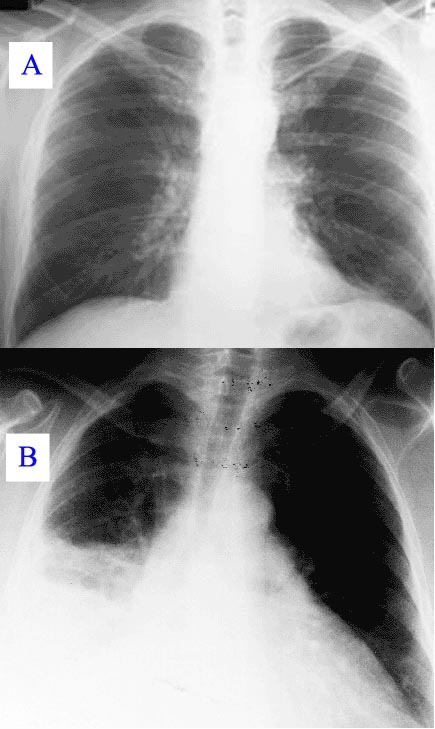
La pneumònia vista per radiografia.
A: radiografia toràcica normal.
B: radiografia toràcica anormal amb opacitat per pneumònia al pulmó dret (àrea blanca, costat esquerre de la imatge).

Una prova important per la pneumònia en situacions incertes és una radiografia toràcica. Les radiografies toràciques poden revelar zones d'opacitat (de color blanc) que representen consolidació. La pneumònia no apareix sempre a les radiografies, o bé perquè la malaltia encara es troba en un estat inicial, o perquè concerneix una part del pulmó que no es veu fàcilment a les radiografies. En alguns casos una tomografia computada toràcica pot revelar pneumònia que no es veu a les radiografies. Les radiografies poden ser enganyoses, car altres problemes, com la cicatrització pulmonar i la insuficiència cardíaca congestiva, poden aparèixer iguals que la pneumònia a les radiografies. També s'utilitzen radiografies per avaluar les complicacions de la pneumònia (vegeu més avall).
Si la salut del pacient no millora amb antibiòtics, o si el personal mèdic té dubtes sobre el diagnòstic, es pot demanar un cultiu de l'esput de la persona. Els cultius d'esput prenen generalment dos o tres dies, de manera que se'ls utilitza principalment per confirmar que la infecció és sensible a l'antibiòtic amb què s'ha començat el tractament. També es pot cultivar una mostra de sang per cercar bacteris a la sang. Si s'identifiquen bacteris, es fan proves per veure quins antibiòtics seran més efectius.
Un hemograma pot presentar un recompte de glòbuls blancs elevat, indicant la presència d'una infecció o inflamació. En alguns pacients amb problemes del sistema immunitari, el recompte de glòbuls blancs pot semblar enganyosament normal. Es poden utilitzar anàlisis de sang per avaluar el funcionament dels ronyons (important a l'hora de receptar determinats antibiòtics) o per detectar un nivell baix de sodi a la sang. Es creu que el nivell baix de sodi a la sang causat per la pneumònia es deu a l'hormona antidiürètica addicional produïda quan els pulmons estan malalts
Es creu que el nivell baix de sodi en sang que s'observa en la pneumònia és a causa de l'hormona antidiürètica addicional produïda quan els pulmons estan malalts (SIADH). Existeixen anàlisis serològics de sang per altres bacteris (Mycoplasma, Legionella i Chlamydophila) i una anàlisi d'orina per l'antigen de Legionella. També es poden analitzar les secrecions respiratòries per buscar-hi virus com la grip, el virus respiratori sincicial o adenovirus. També cal fer proves de funció hepàtica per avaluar els danys causats per sepsi.

### Combinació dels resultats
Un estudi creà una regla predictiva que descobrí que els cinc signes següents eren els millors per determinar la presència d'infiltrats a la radiografia toràcica de 1.134 pacients d'urgències:
- Temperatura > 37,8 °C
- Pols > 100 ppm
- Raneres
- Sons respiratoris apagats
- Absència d'asma

La probabilitat que hi hagués un infiltrat en dues validacions diferents es basava en el nombre de coincidències:
- 5 coincidències - probabilitat del 84-91%
- 4 coincidències - 58-85%
- 3 coincidències - 35-51%
- 2 coincidències - 14-24%
- 1 coincidència - 5-9%
- 0 coincidències - 2-3%

Un estudi posterior que comparava quatre regles predictives a l'avaluació de metges descobrí que dues regles, la mencionada anteriorment i també eren més precises que l'avaluació dels metges gràcies a la major especificitat de les regles de predicció.

### Diagnòstic diferencial
Diverses malalties i/o trastorns poden presentar trets clínics semblants als de la pneumònia, de manera que cal anar amb cura per fer un diagnòstic precís de la malaltia. La malaltia pulmonar obstructiva crònica (MPOC) i l'asma poden presentar un esbufec polifònic, semblant al de la pneumònia. L'edema pulmonar pot confondre's amb la pneumònia a causa del fet que presenta un tercer so cardíac i un electrocardiograma anormal. Altres malalties que cal tenir en compte són la bronquièctasi, el càncer de pulmó i el tromboembolisme pulmonar.

## Fisiopatologia

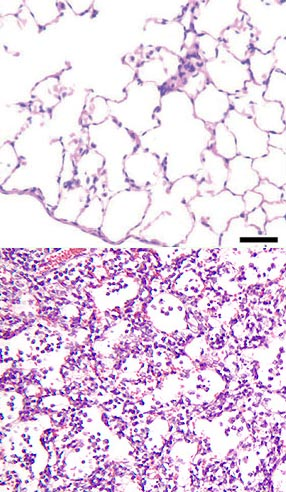
La imatge superior mostra un pulmó normal al microscopi. Els espais blancs són alvèols que contenen aire. La imatge inferior mostra un pulmó amb pneumònia al microscopi. Els alvèols estan plens d'inflamació i residus.

La pneumònia pot ser provocada per microorganismes, irritants i causes desconegudes. Quan es classifiquen en aquests grups, les pneumònies infeccioses són les més comunes.
Els símptomes de la pneumònia infecciosa són causats per la invasió dels pulmons per microorganismes i per la resposta del sistema immunitari a la infecció. Tot i que més d'un centenar de soques de microorganisme poden provocar pneumònia, només unes quantes són les responsables de la majoria de casos. Les causes més habituals de pneumònia són els virus i els bacteris, mentre que unes causes menys habituals són els fongs i els paràsits.

### Virus
Els virus envaeixen cèl·lules per tal de reproduir-se. Típicament, un virus arriba als pulmons quan un aerosol transmès per l'aire és inhalat per la boca i el nas. Una vegada dins els pulmons, el virus envaeix les cèl·lules que cobreixen les vies respiratòries i els alvèols. Aquesta invasió sol conduir a la mort cel·lular, o bé quan el virus mata directament les cèl·lules, o bé per mitjà d'un tipus d'autodestrucció cel·lular controlada anomenat apoptosi. Quan el sistema immunitari respon a la infecció vírica encara es produeixen més danys als pulmons. Els glòbuls blancs, principalment limfòcits, activen determinades citocines químiques que permeten que el fluid penetri als alvèols. Aquest combinació de destrucció de cèl·lules i l'entrada de fluid als alvèols interromp el transport normal d'oxigen al flux sanguini.
A més de danyar els pulmons, molts virus afecten altres òrgans, afectant així moltes funcions corporals. Els virus també poden fer el cos més vulnerable a infeccions bacterianes; per això, la pneumònia bacteriana sol complicar la pneumònia vírica.
La pneumònia vírica és causada habitualment per virus com el virus de la grip, el virus respiratori sincicial (VRS), els adenovirus i els metapneumovirus. El virus de l'herpes simple és una causa rara de pneumònia excepte en els nounats. Els pacients amb un sistema immunitari afeblit també corren el perill de contreure pneumònia per citomegalovirus (CMV).

### Bacteris
Els bacteris típicament arriben als pulmons quan s'inhala aerosol, però també poden arribar-hi a través del flux sanguini quan hi ha una infecció en una altra part del cos. Molts bacteris viuen a parts de les vies respiratòries altes, com ara el nas, la boca i els sins, i és fàcil que siguin inhalats als alvèols. Una vegada a dins, els bacteris poden envair els espais entre les cèl·lules i entre els alvèols per mitjà dels porus connectius. Aquesta invasió fa que el sistema immunitari enviï neutròfils, un tipus de glòbul blanc defensiu, als pulmons. Els neutròfils absorbeixen i maten els organismes invasors, i alliberen citocines, causant una activació general del sistema immunitari. Això produeix la febre, les esgarrifances i la fatiga habituals en les pneumònies bacterianes i fúngiques. Els neutròfils, els bacteris i el fluid dels vasos sanguinis adjacents omplen els alvèols i interrompen el transport normal d'oxigen.

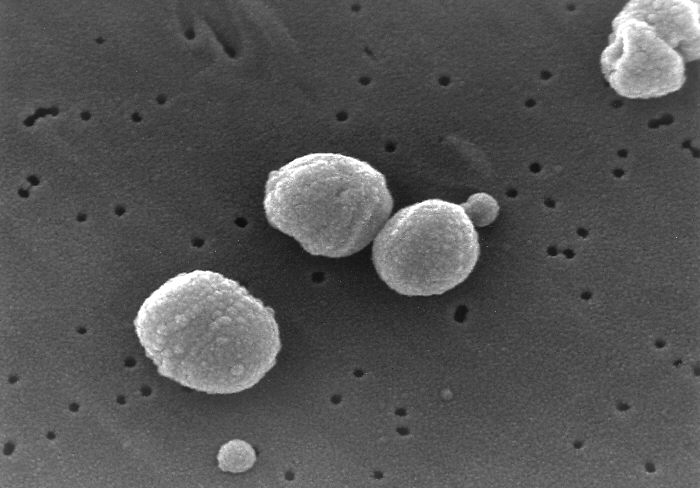
El pneumococ (Streptococcus pneumoniae), una causa habitual de pneumònia, fotografiat per microscopi electrònic.

Els bacteris sovint passen d'un pulmó infectat al flux sanguini, provocant malalties greus o fins i tot mortals com ara el xoc sèptic, amb una pressió sanguínia baixa i danys a nombroses parts del cos, incloent-hi el cervell, els ronyons i el cor. Els bacteris també poden desplaçar-se a l'àrea entre els pulmons i la paret toràcica (la cavitat pleural), causant una complicació anomenada empiema.
Les causes més habituals de pneumònia bacteriana són el pneumococ, bacteris grampositius i bacteris "atípics". Els termes "grampositiu" i "gramnegatiu" es refereixen al color dels bacteris (violat o rosa, respectivament) quan se'ls aplica una tinció de Gram. El terme "atípic" es refereix a bacteris que habitualment afecten gent més sana, causen una pneumònia generalment més lleu, i responen a antibiòtics diferents que els altres bacteris.
Els tipus de bacteris grampositius que causen pneumònia es poden trobar al nas i la boca de molta gent sana. El pneumococ (Streptococcus pneumoniae) és la causa bacteriana de pneumònia més habitual en tots els grups tret dels nounats. Una altra causa de pneumònia grampositiva important és l'estafilococ daurat, mentre que Streptococcus agalactiae és una causa important de pneumònia en els nounats. Els bacteris gramnegatius provoquen pneumònia menys sovint que els grampositius. Alguns dels bacteris gramnegatius que provoquen pneumònia són el bacil de Koch-Weeks, Klebsiella pneumoniae, Escherichia coli, Pseudomonas aeruginosa i Moraxella catarrhalis. Aquests bacteris solen viure a l'estómac o els intestins i poden arribar als pulmons si s'inhala vòmit. Els bacteris "atípics" que causen pneumònia inclouen Chlamydophila pneumoniae, Mycoplasma pneumoniae i Legionella pneumophila.

### Fongs
La pneumònia fúngica és rara, però pot afectar individus amb problemes immunitaris deguts a la sida, medicaments immunosupressors o altres problemes mèdics. La fisiopatologia de la pneumònia provocada per fongs és semblant a la de la pneumònia bacteriana. La pneumònia fúngica és causada sovint per Histoplasma capsulatum, Blastomyces, Cryptococcus neoformans, Pneumocystis jiroveci i Coccidioides immitis. La histoplasmosi és especialment comuna a la conca del riu Mississippi i la coccidioidomicosi al sud-oest dels Estats Units.

### Paràsits
Una varietat de paràsits poden afectar els pulmons. Els paràsits entren al cos típicament a través de la pell o havent estat ingerits. Una vegada a l'interior, viatgen als pulmons, habitualment a través de la sang. Quan hi arriben, igual que en altres tipus de pneumònia, una combinació de destrucció de cèl·lules i de resposta immunitària provoca una disrupció del transport d'oxigen. Un tipus de glòbul blanc, l'eosinòfil, respon vigorosament a les infeccions parasitàries. La presència d'eosinòfils als pulmons pot causar pneumònia eosinofílica, complicant la pneumònia parasitària ja existent. Els paràsits més comuns que provoquen pneumònia són Toxoplasma gondii, Strongyloides stercoralis i Ascariasis.

### Idiopàtica
Les pneumònies intersticials idiopàtiques (PII) són un tipus de malalties pulmonars intersticials. En alguns tipus de PII, com alguns tipus de pneumònia intersticial usual, la causa és desconeguda o idiopàtica. En alguns tipus de PII la causa de la pneumònia és coneguda (com la pneumònia descamativa, provocada pel tabaquisme) i el nom és un terme equivocat.

## Classificació
Es poden classificar les pneumònies de diferents maneres. Els patòlegs les classificaven originalment segons els canvis anatòmics que es trobaven als pulmons durant les autòpsies. A mesura que s'aprenia més sobre els microorganismes causants de pneumònia, sorgí una classificació microbiològica, i amb l'arribada de la radiografia, una classificació radiològica. Un altre sistema de classificació important és la classificació clínica combinada, que combina factors com l'edat, els factors de risc per determinats microorganismes, la presència de malaltia pulmonar o sistèmica preexistent, i si el pacient ha estat hospitalitzat recentment.

### Primers sistemes de classificació
Les descripcions inicials de la pneumònia se centraven en l'aparença anatòmica o patològica del pulmó, o bé per examinació directa a l'autòpsia o bé pel seu aspecte al microscopi.
- Una pneumònia lobular és una infecció que només afecta un únic lòbul, o secció, d'un pulmó. La pneumònia lobular es deu sovint a Streptococcus pneumoniae (tot i que Klebsiella pneumoniae també és possible).[11]
- Una pneumònia lobular afecta més d'un lòbul, i sovint causa una malaltia més greu.
- Una pneumònia intersticial afecta les àrees situades entre els alvèols, i se la pot denominar "pneumonitis intersticial". És més probable que sigui causada per virus o bacteris atípics.

El descobriment dels rajos X feu que esdevingués possible determinar el tipus anatòmic de la pneumònia sense necessitat d'examinar directament els pulmons a l'autòpsia i dugué al desenvolupament d'una classificació radiològica. Els primers investigadors distingien entre pneumònia lobular típica i pneumònia atípica (ex., Chlamydophila) o vírica, utilitzant la situació, distribució i aparença de les opacitats que observaven a les radiografies. Determinats resultats radiològics poden ser utilitzats per predir el curs de la malaltia, tot i que els rajos X per si sols no permeten determinar amb certesa la causa microbiològica d'una pneumònia.
Amb l'arribada de la microbiologia moderna esdevingué possible una classificació basada en el microorganisme causant. Determinar quin microorganisme provoca la pneumònia d'un pacient és un pas important per decidir el tipus i la durada del tractament. Es fan servir cultius d'esput i de sang, proves sobre les secrecions respiratòries i anàlisis de sang específiques per determinar la classificació microbiològica. Com que aquestes proves de laboratori solen trigar uns quants dies, habitualment no es disposa de la classificació microbiològica al moment del diagnòstic inicial.

### Classificació clínica combinada
Tradicionalment, els clínics han classificat la pneumònia segons les seves característiques clíniques, dividint-les en pneumònies "agudes" (que duren menys de tres setmanes) i "cròniques". Això resulta útil perquè les pneumònies cròniques tendeixen a ser no infeccioses, micobacterianes, fúngiques, o infeccions bacterians mixtes causades per una obstrucció de les vies respiratòries. Les pneumònies agudes se subdivideixen en les broncopneumònies bacterianes clàssiques (com ara Streptococcus pneumoniae), les pneumònies atípiques (com la pneumonitis intersticial de Mycoplasma pneumoniae o Chlamydia pneumoniae) i les síndromes de pneumònia per aspiració.
Les pneumònies cròniques, d'altra banda, inclouen principalment les causades per Nocardia, Actinomyces i Blastomyces dermatitidis, així com les pneumònies granulomatoses (Mycobacterium tuberculosis i micobacteris atípics, Histoplasma capsulatum i Coccidioides immitis).
La classificació clínica combinada, avui en dia el sistema de classificació utilitzat més àmpliament, intenta identificar els factors de risc del pacient quan cerca assistència sanitària per primer cop. L'avantatge d'aquest sistema de classificació respecte a sistemes anteriors és que pot contribuir a guiar la selecció de tractaments inicials apropiats fins i tot abans que es determini la causa microbiològica de la pneumònia. Hi ha dues grans categories de pneumònia en aquest sistema: la pneumònia comunitària i la pneumònia adquirida a l'hospital. Un tipus de pneumònia recentment introduït, la pneumònia associada amb l'assistència sanitària (en pacients que no viuen a l'hospital però que recentment han estat en contacte amb el sistema d'assistència sanitària), es troba entremig d'aquestes dues categories.

#### Pneumònia comunitària
La pneumònia comunitària (PAC) és una pneumònia infecciosa en una persona que no ha estat hospitalitzada recentment. La PAC és el tipus més comú de pneumònia. Les causes més comunes de la PAC depenen de l'edat de la persona, però inclouen el pneumococ, virus, els bacteris atípics i l'hemòfil de la influença. En general, el pneumococ és la causa més habitual de pneumònia comunitària arreu del món. Els bacteris gramnegatius causen PAC en certes poblacions en risc. La PAC és la quarta causa més habitual de mort al Regne Unit, la sisena als Estats Units, i la tercera a escala mundial. El terme "pneumònia ambulant" s'ha fet servir per descriure un tipus de pneumònia comunitària de menor gravetat (car el pacient pot continuar caminant, sense necessitar hospitalització). La pneumònia ambulant sol ser causada pel bacteri atípic Mycoplasma pneumoniae.

#### Pneumònia adquirida a l'hospital
La pneumònia adquirida a l'hospital, també anomenada pneumònia nosocomial, és una pneumònia adquirida durant o després d'una hospitalizació per una altra malaltia o procediment, amb el principi de la malaltia com a mínim 72 hores després de l'ingrés. Les causes, microbiologia, tractament i prognosi són diferents dels de la pneumònia comunitària. Fins a un 5% dels pacients ingressats a un hospital per altres causes desenvolupen pneumònia posteriorment. Els pacients hospitalitzats poden tenir molts factors de risc per la pneumònia, incloent-hi ventilació mecànica, una desnutrició prolongada, malalties subjacents de cor i pulmons, quantitats reduïdes d'àcid estomacal i trastorns immunes. Els microorganismes adquirits a l'hospital poden incloure bacteris resistents com ara l'MRSA, Pseudomonas, Enterobacter i la serràtia. Com que els individus amb pneumònia adquirida a l'hospital ja solen tenir malalties subjacents i estan exposats a bacteris més perillosos, tendeix a ser més mortal que la pneumònia comunitària. La pneumònia associada a la ventilació mecànica (PAVM) és un subconjunt de pneumònia adquirida a l'hospital. La PMAV és la pneumònia que es produeix com a mínim després de 48 hores d'intubació i ventilació mecànica.

### Altres tipus de pneumònia
- Síndrome respiratòria aguda greu (SARS)

La SARS és un tipus de pneumònia molt contagiós i mortal que es produí per primer cop el 2002 després de brots inicials a la Xina. La SARS és provocada pel SARS coronavirus, un patogen prèviament desconegut.
- Bronquiolitis obliterant amb pneumònia organitzativa (BOOP)

La BOOP és causada per la inflamació de les petites vies aèries dels pulmons. També se la coneix com a pneumonitis organitzativa criptogènica (COP).
- Pneumònia eosinofílica

La pneumònia eosinofílica és la invasió del pulmó per eosinòfils, un tipus particular de glòbuls blancs. La pneumònia eosinofílica se sol donar en resposta a una infecció amb un paràsit o després de l'exposició a determinats tipus de factors ambientals.
- Pneumònia química

La pneumònia química (anomenada habitualment pneumonitis química) és causada per tòxics com ara pesticides, que poden entrar al cos per inhalació o per contacte amb la pell. Quan la substància tòxica és un oli, es pot denominar la malaltia pneumònia lipoidal.
- Pneumònia per aspiració

La pneumònia per aspiració (o pneumonitis per aspiració) és provocada per l'aspiració d'objectes estranys, que solen ser continguts orals o gàstrics, o bé mentre es menja, o bé després d'un reflux o vòmit, que resulta en broncopneumònia. La inflamació pulmonar resultant no és una infecció però hi pot contribuir, car el material aspirat pot contenir bacteris anaeròbics o altres casos inusuals de pneumònia. L'aspiració és una de les primeres causes de mort entre els pacients d'hospitals o llars per a gent gran, car sovint no poden protegir-se les vies respiratòries com cal i poden tenir defenses deficients.
- Pneumònia per pols

La pneumònia per pols es refereix a trastorns provocats per una exposició excessiva a tempestes de sorra, com ara durant la Dust Bowl o Conca de Pols (la gran sequera dels anys 1930) als Estats Units. En la pneumònia per pols, la pols arriba fins als alvèols dels pulmons, aturant el moviment dels cilis i evitant que els pulmons es netegin.
- La pneumònia necrosant, tot i que s'encavalca amb moltes altre classificacions, inclou les pneumònies que provoquen una necrosi substancial de les cèl·lules pulmonars, i a vegades fins i tot abscessos pulmonars. Els bacteris implicats són bacteris anaeròbics extremament comuns, amb bacteris addicionals, o sense, facultativament anaeròbics, com l'estafilococ daurat, Klebsiella pneumoniae i l'estreptococ de Fehleisen.[12] El pneumococ de tipus 3 està implicat en rares ocasions.[12]
- Les pneumònies oportunistes inclouen les que solen atacar víctimes immunocompromeses. Els patògens principals són els citomegalovirus, Pneumocystis jiroveci, Mycobacterium avium-intracellulare, aspergil·losi invasiva i candidosi invasiva, així com els bacteris "habituals" que també ataquen gent immunocompetent.[12]

## Tractament
La majoria de casos de pneumònia es poden tractar sense hospitalització. Típicament, els antibiòtics orals, el repòs, la ingestió freqüent de fluids i la cura a domicili són suficients per una recuperació completa. Tanmateix, els malalts de pneumònia que tenen dificultats per respirar, els que tenen altres problemes mèdics i la gent gran poden necessitar un tractament més avançat. Si els símptomes empitjoren, la pneumònia no millora amb la cura a domicili, o es produeixen complicacions, sovint es fa necessari ingressar el pacient.

### Pneumònia bacteriana
S'utilitzen antibiòtics per tractar la pneumònia bacteriana. En canvi, no serveixen per tractar la pneumònia vírica, tot i que a vegades s'utilitzen per tractar o prevenir infeccions bacterians que es puguin produir en pulmons danyats per una pneumònia vírica. L'elecció de l'antibiòtic depèn de la naturalesa de la pneumònia, els microorganismes causants de pneumònia més habituals a la zona geogràfica corresponent, i l'estat immunològic i la salut subjacent de l'individu. Idealment, el tractament per la pneumònia hauria d'estar basat en el microorganisme causant i la seva sensibilitat als antibiòtics coneguda. Tanmateix, la causa específica de la pneumònia només s'identifica en un 50% dels pacients, fins i tot després d'una avaluació intensiva. Com que en general no s'ha de retardar el tractament de cap pacient amb una pneumònia seriosa, sovint es comença un tractament empíric molt abans que arribin els resultats del laboratori. Al Regne Unit, l'amoxicil·lina i la claritromicina o l'eritromicina són els antibiòtics utilitzats en la majoria de pacients amb pneumònia comunitària; als pacients al·lèrgics a les penicil·lines se'ls administra eritromicina en lloc d'amoxicil·lina. A Nord-amèrica, on les formes "atípiques" de pneumònia comunitària s'estan tornant més comunes, els macròlids (com l'azitromicina i la claritromicina), les fluoroquinolones i les doxiciclines han substituït l'amoxicil·lina com a tractament de primera línia pels pacients ambulatoris, en la pneumònia comunitària. La durada del tractament ha estat tradicionalment d'entre set i deu dies, però cada vegada hi ha més proves que tractaments més curts (de només tres dies) són suficients.
Els antibiòtics per la pneumònia adquirida a l'hospital inclouen cefalosporines, carbapenems, fluoroquinolones, aminoglicòsids i vancomicines de tercera i quarta generació. Aquests antibiòtics se solen administrar per via intravenosa. Es pot administrar una combinació de múltiples antibiòtics per intentar tractar tots els possibles microorganismes causants. L'elecció dels antibiòtics varia d'un hospital a l'altre a causa de diferències regionals en els microorganismes més probables, així com diferències en la capacitat dels microorganismes de resistir a diversos tractaments amb antibiòtics.
Els malalts que tenen dificultats per respirar a causa de la pneumònia poden necessitar oxigen addicional. Els pacients extremament malalts poden necessitar cures intensives, incloent-hi intubació endotraqueal i ventilació mecànica.

### Pneumònia vírica
La pneumònia vírica provocada per la influença A es pot tractar amb rimantidina o amantadina, mentre que la pneumònia vírica causada per la influença A o B es pot tractar amb oseltamivir o zanamivir. Aquests tractaments són beneficiosos només si es comencen en les 48 hores següents a l'inici dels símptomes. Moltes soques d'influença A H5N1, també conegut com a grip aviària, han presentat resistència a la rimantidina i l'amantadina. No hi ha tractaments eficaços coneguts per les pneumònies víriques causades pel SARS coronavirus o els adenovirus, hantavirus o la parainfluença.

### Pneumònia per aspiració
No hi ha proves a favor de l'ús d'antibiòtics en la pneumonitis química si no hi ha infecció bacteriana. Si hi ha una infecció en la pneumònia per aspiració, l'elecció de l'antibiòtic dependrà de diversos factors, incloent-hi el presumpte organisme causant i si la pneumònia fou adquirida a la comunitat o en un escenari hospitalari. Les opcions comunes inclouen la clindamicina, una combinació d'antibiòtic beta-lactàmic i metronidazole, o un aminoglicòsid. Sovint s'utilitzen corticoesteroides en la pneumònia per aspiració, però tampoc no existeixen proves a favor del seu ús.

## Complicacions
A vegades la pneumònia pot conduir a complicacions addicionals. Les complicacions solen estar més associades a les pneumònies bacterianes que les víriques. Les complicacions més importants inclouen:

### Fallida respiratòria i circulatòria
Com que la pneumònia afecta els pulmons, sovint els malalts de pneumònia tenen problemes per respirar, i a vegades no els és possible respirar prou bé com per mantenir-se en vida sense suport. Pot resultar útil una respiració assistida no invasiva, com ara una màquina de pressió en les vies respiratòries amb dos nivells de pressió. En altres casos, pot ser necessari posar un tub endotraqueal (tub respiratori), i es pot utilitzar un ventilador per ajudar la persona a respirar.
La pneumònia també pot provocar una fallida respiratòria desencadenant la síndrome del destret respiratori agut (SDRA), que és el resultat d'una combinació d'infecció i resposta inflamatòria. Els pulmons s'omplen ràpidament de fluid i es tornen molt rígids. Aquesta rigides, juntament amb dificultats greus a l'hora d'extreure l'oxigen a causa del líquid alveolar, fan que sigui necessària ventilació mecànica.

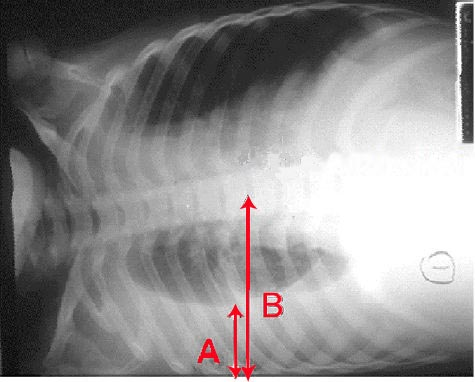
Embassament pleural. Radiografia que mostra un embassament pleural. La fletxa A indica "estratificació de fluids" a la dreta del pit. La fletxa B indica l'amplada del pulmó dret. El volum de pulmó útil queda reduït a causa de l'acumulació de fluid al seu voltant.

La sèpsia i el xoc sèptic són complicacions potencials de la pneumònia. La sèpsia es produeix quan entren microorganismes al flux sanguini i el sistema immunitari respon secretant citocines. La sèpsia es produeix més sovint amb la pneumònia bacteriana; el pneumococ és la causa més habitual. Els individus amb sepsi o xoc sèptic han de ser hospitalitzats a la unitat de cures intensives. Sovint necessiten fluids per via intravenosa i medicaments per evitar que la pressió sanguínia se'ls desplomi. La sepsi pot causar danys hepàtics, renals i cardíacs, entre altres problemes, i sovint provoca la mort.

### Embassament pleural, empiema, i abscessos
A vegades, els microorganismes que infecten el pulmó faran que s'acumuli fluid (un embassament pleural) a l'espai que envolta el pulmó (la cavitat pleural). Si els microorganismes mateixos estan presents a la cavitat pleural, l'acumulació de fluid rep el nom d'empiema. Quan el fluid pleural és present en un malalt de pneumònia, el fluid pot ser extret amb una agulla (toracentesi) i examinat. Segons els resultats d'aquesta examinació, pot resultar necessari un drenatge complet del fluid, sovint amb un sistema de drenatge pleural. En casos greus d'empiema pot ser necessària una operació quirúrgica. Si el fluid no és drenat, la infecció pot persistir, car els antibiòtics no penetren bé a la cavitat pleural.
Rarament, els bacteris del pulmó formen una butxaca de fluid infectat anomenada abscés. Els abscessos pulmonars habitualment es poden veure amb una radiografia o TC toràcica. Els abscessos se solen donar en la pneumònia per aspiració i sovint contenen diversos tipus de bacteri. Els antibiòtics solen ser eficaços per tractar un abscés pulmonar, però a vegades l'abscés ha de ser drenat per un cirurgià o un radiòleg.

## Pronòstic
Amb tractament, la majoria de tipus de pneumònia bacteriana es poden resoldre en entre dues i quatre setmanes. La pneumònia vírica pot durar més, i la pneumònia micoplasmal pot trigar entre quatre i sis setmanes en resoldre's per complet. El resultat final d'un episodi de pneumònia depèn de l'estat de salut de la persona quan se li diagnostica la malaltia.
Als Estats Units, mor aproximadament una de cada vint persones amb pneumònia pneumocòccica. Aquest tipus de pneumònia és la principal causa de mort per malaltia respiratòria al món occidental, i en moren una de cada quatre persones que necessiten respiració assistida. En els casos en què la pneumònia progressa a un enverinament de la sang (bacterèmia), moren una mica més del 20% dels malalts.
La taxa de mortalitat també depèn de la causa subjacent de la pneumònia. La pneumònia provocada per Mycoplasma, per exemple, té una mortalitat baixa. En canvi, moren aproximadament la meitat de pacients que desenvolupin pneumònia per estafilococ daurat resistent a la meticil·lina (MRSA) estant connectats a un ventilador. A les regions del món que manquen de sistema sanitari avançat, la pneumònia és encara més mortal. L'accés limitat a les clíniques i hospitals, l'accés limitat a les radiografies, un ventall reduït d'antibiòtics i la incapacitat de tractar els trastorns subjacents provoca inevitablement una taxa de mortalitat per pneumònia més elevada. Per aquests motius, la majoria de morts en infants de menys de cinc anys per malaltia pneumocòccica es produeixen en països en via de desenvolupament. A Àfrica, per exemple, la pneumònia pneumocòccica és la primera causa de mortalitat infantil.

### Regles de predicció clínica
S'han desenvolupat regles de predicció clínica per pronosticar més objectivament el resultat de la pneumònia. Aquestes regles poden resultar útils per decidir si cal hospitalitzar l'individu o no.
- L'índex de gravetat de la pneumònia (o "resultat PORT")[28] - calculadora en línia Arxivat 2005-07-01 a Wayback Machine.
- El resultat CURB-65, que pren en compte la gravetat dels símptomes, les malalties subjacents i l'edat[29] - calculadora en línia Arxivat 2008-01-13 a Wayback Machine.

## Epidemiologia
La pneumònia és una malaltia habitual arreu del món. És una causa important de mortalitat en tots els segments d'edat. En els infants, moltes d'aquestes morts es produeixen quan són nounats. L'Organització Mundial de la Salut estima que una de cada tres morts de nounats són degudes a la pneumònia. Més de dos milions d'infants de menys de cinc anys en moren cada any arreu del món. L'OMS també estima que fins a un milió d'aquestes morts (prevenibles amb una vacuna) són causades pel pneumococ (Streptococcus pneumoniae), i que més del 90% d'aquestes morts es produeixen als països en vies de desenvolupament. La mortalitat per pneumònia sol minvar amb l'edat fins a l'adultesa tardana. Per això, els individus d'edat avançada tenen un risc especial de pneumònia i la mortalitat associada. A causa dels profunds efectes de la malaltia als països en desenvolupament i per la consciència relativament limitada d'aquesta malaltia als països industrialitzats, la comunitat global de la salut ha declarat el 2 de novembre com a Dia Mundial de la Pneumònia, una jornada perquè els ciutadans i polítics que es preocupen puguin emprendre accions contra la malaltia.
Al Regne Unit, la incidència anual és d'aproximadament 6 casos per cada 1.000 persones, pel grup d'edat entre 18 i 38 anys. Per sobre l'edat de 75 anys, augmenta a 75 casos per cada 1.000 persones. Aproximadament un 20-40% dels individus que contreuen la malaltia necessiten ser hospitalitzats, dels quals un 5-10% passen a la unitat de cures intensives. De manera similar, la mortalitat al Regne Unit és d'un 5-10%. A Espanya, la pneumònia comunitària afecta unes 160-180 persones per cada 1.000 habitants. El 61% dels individus amb pneumònia són ingressats a l'hospital, cosa que significa uns 53.000 ingressos per any.
Es donen més casos de pneumònia durant el mes d'hivern que a les altres èpoques de l'any. La pneumònia és més habitual en els barons que en les dones, i més comuna en els negres que en els caucàsics a causa de diferències en la síntesi de la vitamina D a través de la llum solar. Els individus amb malalties subjacents com la malaltia d'Alzheimer, fibrosi quística, emfisema, tabaquisme, alcoholisme o problemes immunitaris tenen un risc superior de contreure pneumònia. Aquests individus també tenen més probabilitats de patir episodis repetits de pneumònia. Els pacients hospitalitzats per qualsevol motiu també tenen un risc elevat de patir pneumònia.

## Història

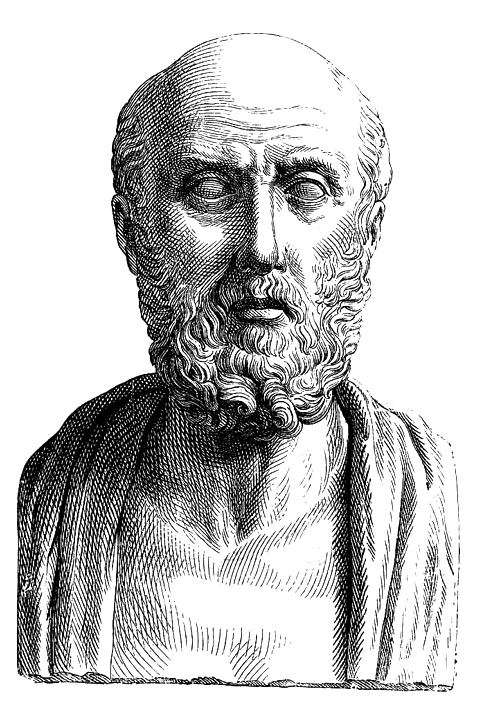
Hipòcrates, el metge de l'antiga Grècia conegut com a pare de la medicina.

Els símptomes de la pneumònia foren descrits per Hipòcrates (aprox. 460 aC – 370 aC):
La peripneumònia i les afeccions pleurítiques s'han de considerar així: si la febre és aguda, i si hi ha dolor a qualsevol dels costats, o ambdós, i si durant l'expiració hi ha tos, i l'esput expulsat és d'un color blanquinós o lívid, o prim, escumós i recarregat, o té qualsevol altre caràcter diferent de l'habitual… Quan la pneumònia està al punt més alt, el cas no es pot resoldre si no és purgat, i és dolent si té dispnea, i orina que és prima i acra, i si surten suors del coll i el cap, car aquestes suors són dolentes, car procedeixen de la sufocació, les raneres, i la violència de la malaltia que està imposant-se.
Tanmateix, Hipòcrates es referia a la pneumònia com una malaltia "anomenada pels antics". També informà dels resultats del drenatge quirúrgic d'empiemes. Maimònides (1138-1204 dC) observà: "Els símptomes bàsics que es donen en la pneumònia i que mai no falten són els següents: febre aguda, un dolor pleurític al costat, una respiració ràpida i soma, un pols serrat i tos." Aquesta descripció clínica és bastant semblant a la que hi ha als llibres de text actuals, i reflectí el coneixement mèdic a través de l'edat mitjana fins al segle xix.
El 1875, Edwin Klebs fou el primer a observar bacteris a les vies respiratòries d'individus que havien mort de pneumònia. Carl Friedländer feu els primers treballs, identificant les dues causes bacterianes comunes Streptococcus pneumoniae i Klebsiella pneumoniae i Albert Fränkel el 1882 i el 1884, respectivament. El treball inicial de Friedländer introduí la tinció de Gram, una prova de laboratori fonamental que encara es fa servir per identificar i classificar els bacteris. El document de Christian Gram del 1884, que descrivia el procediment, contribuí a diferenciar els dos bacteris i demostrà que més d'un microorganisme podia causar la pneumònia.
Sir William Osler, conegut com a pare de la medicina moderna, aprecià la morbiditat i la mortalitat de la pneumònia, descrivint-la com "el capità dels homes de la mort" el 1918, car havia superat la tuberculosi com una de les primeres causes de mort a la seva època (la frase havia estat encunyada per primer cop per John Bunyan en referència a la tuberculosi). Tanmateix, diversos esdeveniments claus a la dècada del 1900 milloraren les possibilitats dels malalts de pneumònia. Amb l'arribada de la penicil·lina i altres antibiòtics, tècniques quirúrgiques modernes i les cures intensives al segle xx, la mortalitat per pneumònia es desplomà al món desenvolupat. La vacunació dels infants contra el bacil de Koch-Weeks del tipus b començà el 1988 i conduí a un declivi dramàtic dels casos poc després. La vacunació contra Streptococcus pneumoniae en els adults començà el 1977 i en els infants el 2000, donant un declivi similar.

## Galeria d'imatges

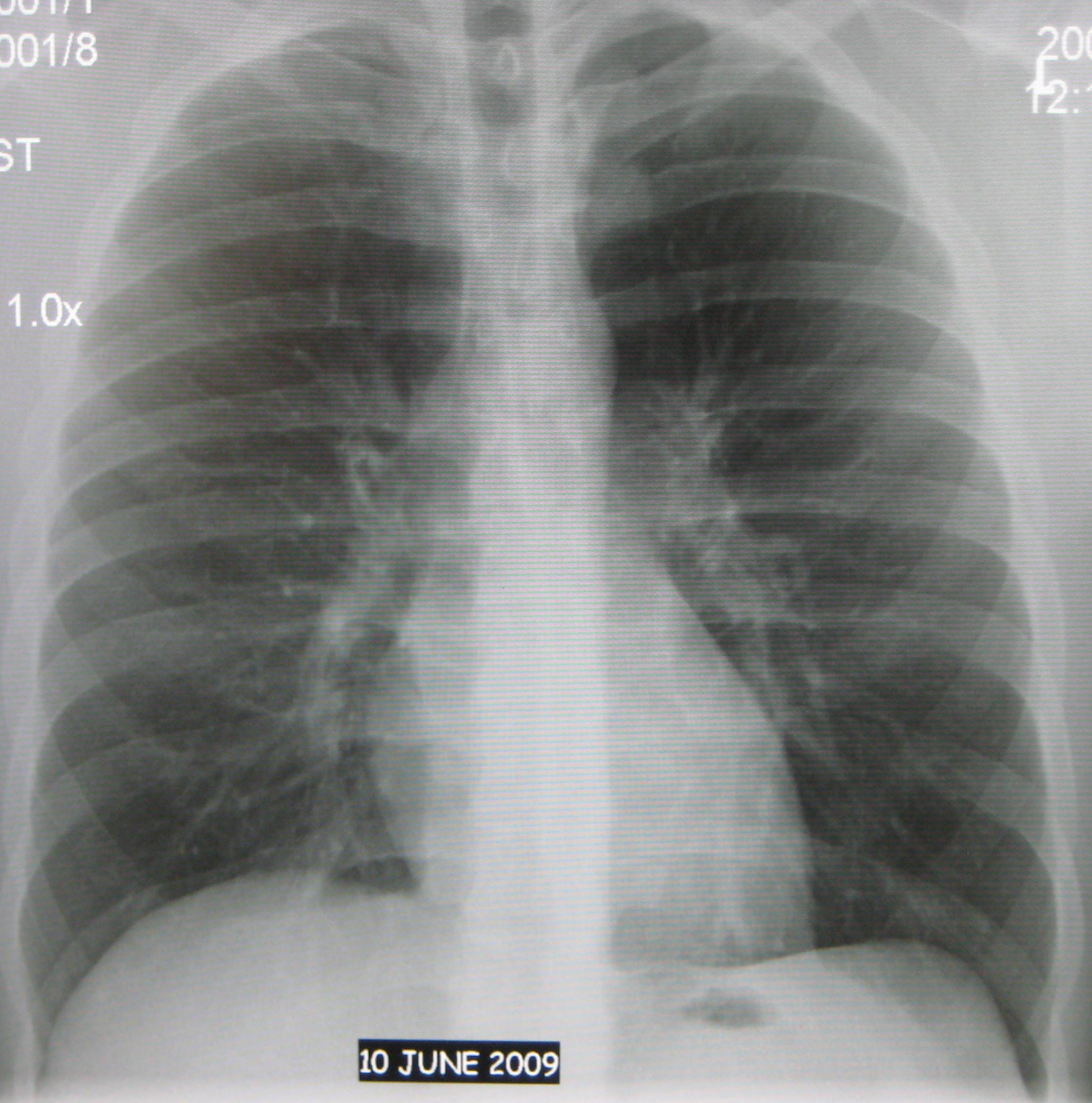
Radiografia toràcica (RT) anteroposterior normal
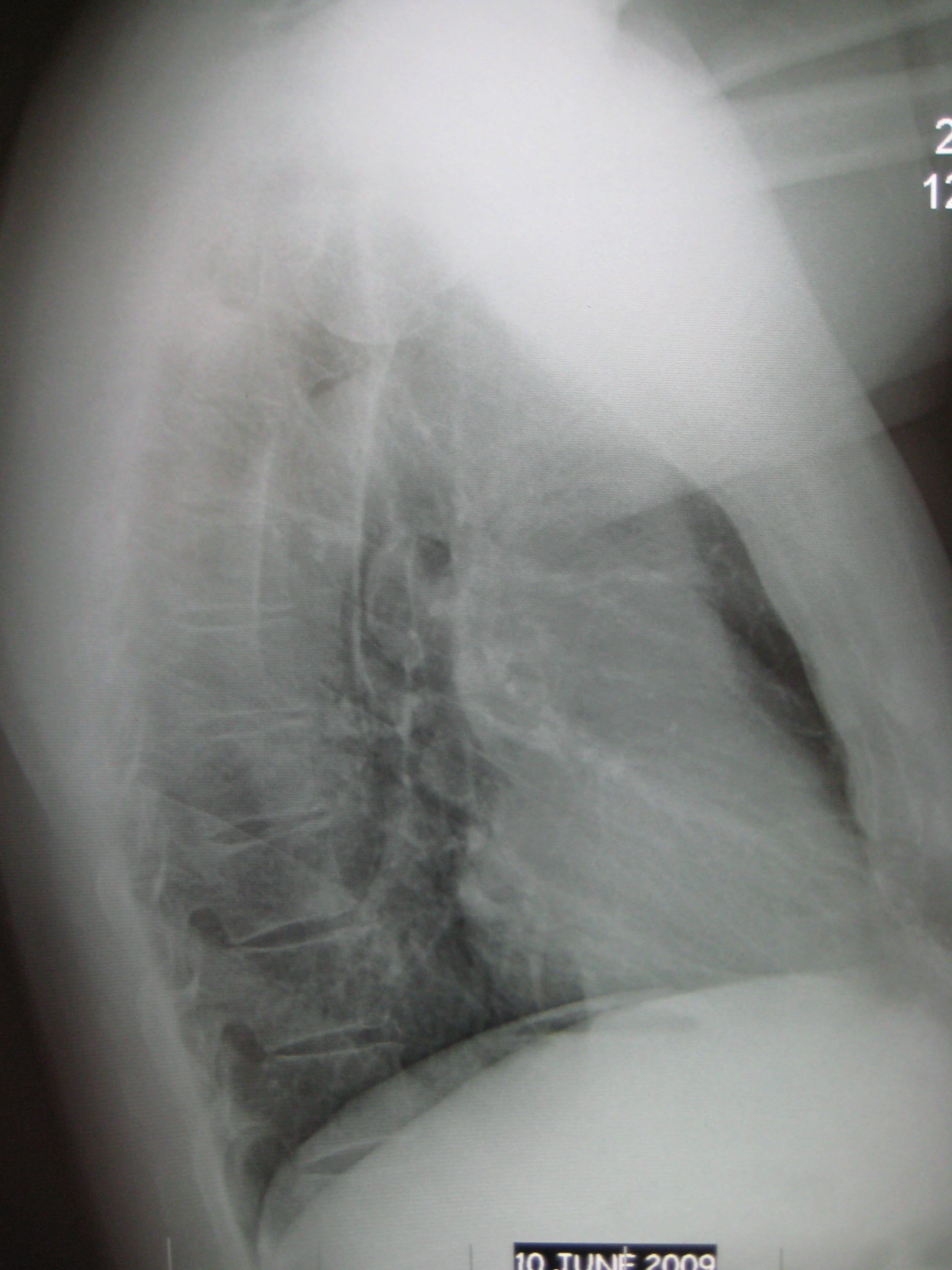
RT lateral normal
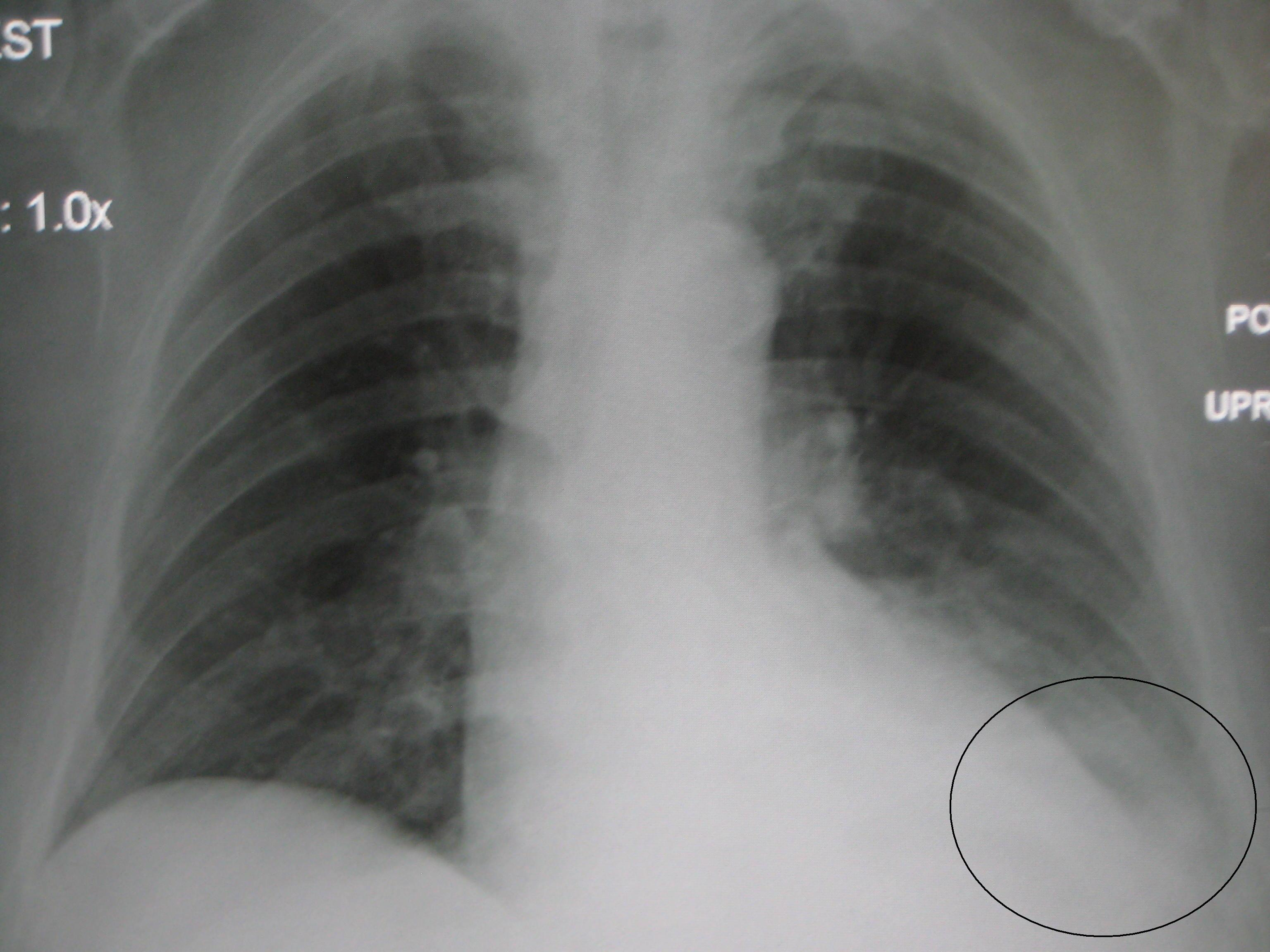
RT anteroposterior amb pneumònia del lòbul inferior esquerre associada a un petit embassament pleural a la part baixa esquerra
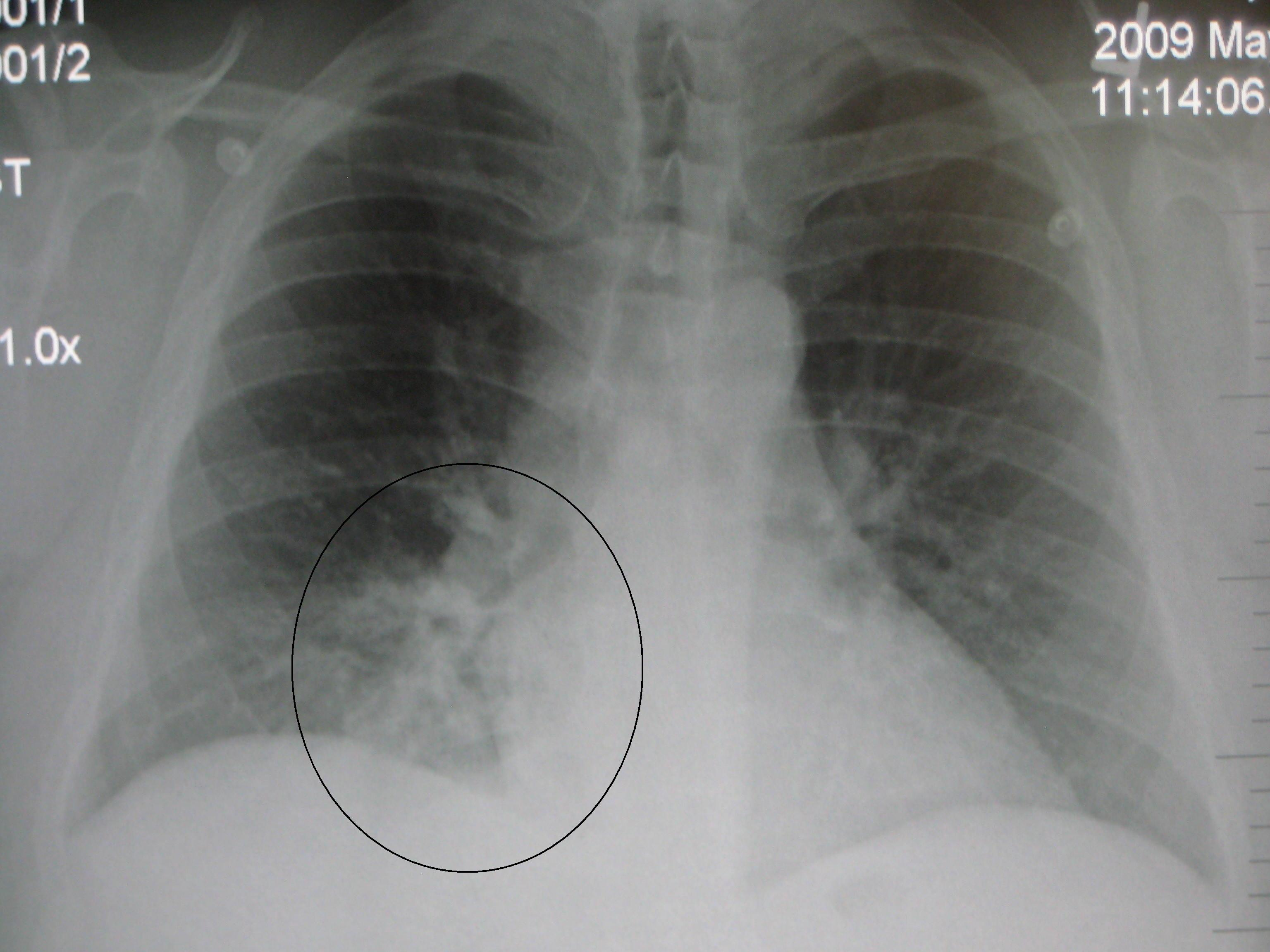
RT anteroposterior amb pneumònia del lòbul inferior dret
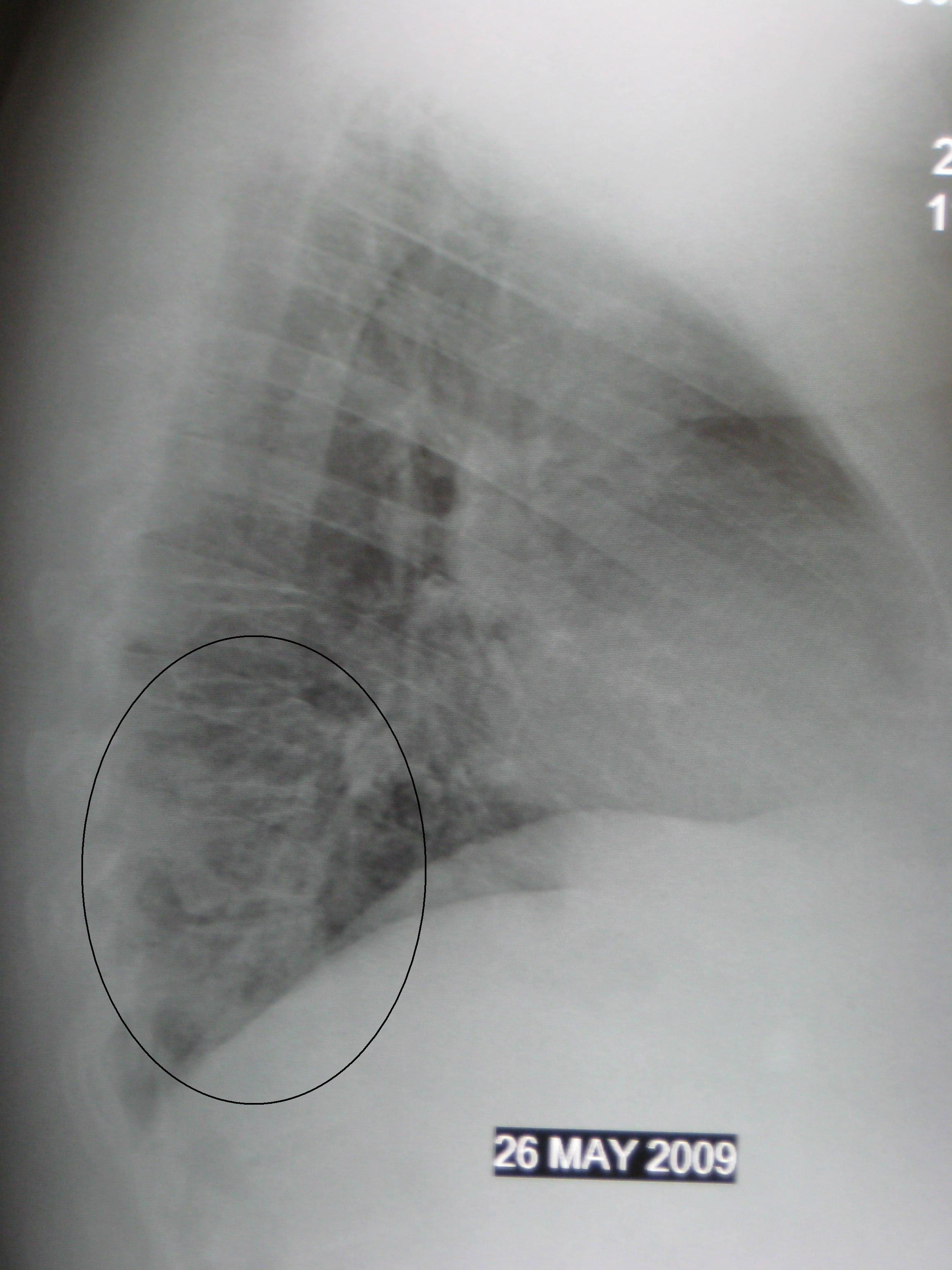
RT lateral amb pneumònia del lòbul inferior dret